# 샘 (앵그르)
《샘》(프랑스어: La Source, '샘'을 의미)은 프랑스의 신고전주의 화가 장오귀스트도미니크 앵그르가 캔버스에 그린 유화이다. 이 작품은 1820년경 피렌체에서 그리기 시작하여 1856년 파리에서 완성되었다. 앵그르가 이 작품을 완성했을 당시 그는 이미 76세의 나이로 유명한 화가였으며 에콜 데 보자르의 총장이기도 했다. 작품 속 여성의 포즈는 앵그르의 다른 작품인 《물에서 태어난 비너스》(1848)와 유사하며, 프락시텔레스의 《크니도스의 아프로디테》 또는 《푸디카의 비너스》를 재해석한 것이다. 앵그르의 제자이자 화가인 폴 발즈(Paul Balze)와 알렉상드르 데고프(Alexandre Desgoffe)는 배경과 물병을 그리는 데 도움을 주었다.

## 설명
이 그림은 바위의 틈새에 똑바로 서 있는 알몸의 여성을 묘사하고 있으며, 그녀의 손에는 물이 흘러나오는 단지가 들려 있다. 따라서 그녀는 물의 근원 또는 샘을 나타낸다. 'source'는 근원 또는 샘을 의미하는 일반적인 프랑스어 단어이며 샘은 주로 고전 문학에서 뮤즈에게 신성하고 시적 영감의 원천이다. 그녀는 "꽃을 꺾으려는 수컷에게 취약하다는" 두 꽃 사이에 서 있으며 무질서, 부활, 황홀경의 신인 디오니소스의 식물인 담쟁이 덩굴에 둘러싸여 있다. 그녀가 쏟는 물은 그녀를 관람자와 분리하는데, 강은 경계를 표시하며 그 경계를 넘는 것은 상징적으로 중요하다.

## 주제
미술사학자 프랜시스 포웰(Frances Fowle)과 리처드 톰슨(Richard Thomson)은 《샘》에는 꽃이 피는 식물과 물이 배경으로 사용되어 앵그르가 이를 여성의 "2차적 속성"으로 채웠으며 여기에는 "여성과 자연의 상징적 통일성"이 있다고 주장했다.

## 평가
《샘》의 첫 번째 전시는 이 작품이 완성된 1856년에 열렸으며 열광적인 반응을 얻었다. 프랑스의 정치인이었던 뒤샤텔은 1857년에 이 작품을 25,000프랑에 구입했다. 1878년에 국가가 이 그림의 소유권을 취득했고 이 그림은 루브르 박물관에 전시되었다. 1986년에는 오르세 미술관으로 옮겨졌다. 이 그림은 자주 전시되었고 널리 공개되었다.
영국의 장교 출신 미술사학자 홀데인 맥폴(Haldane Macfall)은 《회화의 역사: 프랑스의 천재》(A History of Painting: The French Genius)에서 《샘》을 앵그르의 "가장 잘 알려진 뛰어난 누드"로 설명했다. 영국의 미술사학자 케네스 클라크는 그의 책 《여성의 미》(Feminine Beauty)에서 《샘》이 "프랑스 회화에서 가장 아름다운 인물"로 묘사되는 방식을 관찰했다. 독일의 미술사학자 발터 프리블란더(Walter Friedländer)는 《다비드가 들라크루아에게》(David to Delacroix)에서 《샘》을 단순히 앵그르의 그림 중 가장 유명한 작품으로 언급했다.
이 그림의 모델은 앵그르의 관리인의 어린 딸이었다. 아일랜드 소설가 조지 무어는 그의 저서 《젊은이의 고백》(Confessions of a Young Man)에서 예술 작품의 도덕성과 관련하여 "16세 소녀의 순결이 앵그르의 《샘》의 대가였다는 사실에 내가 무슨 상관이 있겠습니까? 그 모델이 술과 질병으로 병원에서 죽었다는 사실은 내가 순수함에 대한 아름다운 꿈인 《샘》을 가져야 한다는 본질에 비하면 아무것도 아닙니다."라고 썼다.

## 영향

《침략의 근원》(La Source de l'invasion), 인베이더, 2008년

프랑스의 거리 예술가 인베이더는 2008년 앵그르의 고향인 몽토방의 앵그르 부르델 박물관 근처에 《샘》을 모티브로 하여 《침략의 근원》(La Source de l'invasion)이라는 모자이크 타일 벽화를 제작했다.